# Politiazil
Politiazil (polimerni sumporni nitrid), (SN)x, je električno provodan polimer boje zlata ili bronze sa metalnim sjajom. On je prvi otkriveni provodni neorganski polimer, a isto tako je utvrđeno da je superprovodnik na veoma niskim temperaturama (ispod 0.26 K).

## Struktura i vezivanje
Može se napisati nekoliko rezonantnih struktura:

## Sinteza
Politiazil se može sintetisati polimerizacijom dimernog disumpor dinitrida (S2N2), koji je sintetisan iz cikličnog naizmeničnog tetramernog tetrasumpor tetranitrida (S4N4). Konverzija iz cikličnog tetramera do dimera je katalizovana vrućom srebrnom vunom.
S4N4 + 8 Ag → 4 Ag2S + 2 N2
S4N4 (w/ Ag2S katalizator) → 2 S2N2 (w/ 77K) → S2N2
S2N2 (@ 0°C, sublimira do površine) → termalna polimerizacija → (SN)x

## Upotrebe
Zbog svoje električne provodnosti, politiazil se koristi u LED diodama, tranzistorima, katodama baterija, i solarnim ćelijama.